# Stephen Carr (labdarúgó)
Stephen Carr  (Dublin, 1976. augusztus 29. –) válogatott ír labdarúgó, hátvéd.

## Pályafutása

### Klubcsapatban
1991-ben a Tottenham Hotspur korosztályos csapatában kezdte a labdarúgást, ahol 1993-ban mutatkozott be az első csapatban. 2004 és 2008 között a Newcastle United, 2009 és 2019 között a Birmingham City játékosa volt. Kétszeres angolligakupa-győztes: 1999-ben a Tottenhammel, 2011-ben a Birmingham Cityvel nyert. 2006-ban a Newcastle United játékosaként az Intertotó-kupában is bajnok lett.

### A válogatottban
1999 és 2007 között 44 alkalommal szerepelt az ír válogatottban.

## Sikerei, díjai
Tottenham Hotspur
- Angol liga kupa
  - győztes: 1998–99

 Newcastle United
- Intertotó-kupa
  - győztes: 2006

 Birmingham City
- Angol liga kupa
  - győztes: 2010–11